# Cal Pla (Cunit)
El Mas del Pla es un edificio modernista de Cunit situado en la carretera de Cunit a Clariana y muy próxima al trazado de la autopista C-32, del cementerio municipal y del torrente de Cunit. A escasos metros tiene la masía de Sant Antoni que junto al Castell representan la estampa del tradicional Cunit marítimo y rural. Forma parte del patrimonio arquitectónico municipal a proteger.
La entrada al recinto se caracteriza por una gran avenida de tierra con árboles de hoja caduca hasta la fachada de bienvenida. La masía destaca por su torre modernista que es fácilmente visible desde las urbanizaciones próximas. El edificio tiene 1.954m² de superficie edificada ocupando 987m² de suelo; la superficie total del recinto, solamente contabilizando avenida de entrada y jardines se estima en 41.516m²

## Historia
Hasta principios del siglo XX la masía no destacaba arquitectónicamente, siendo una masía como las de los alrededores; fue a partir de la su compra por parte un capitán de barco de origen mallorquín que la modificó siguiendo las líneas arquitectónicas del modernismo catalán y construyó los jardines característicos dando al conjunto el aspecto actual, el cual no ha variado sustancialmente en los últimos años.
Los jardines que rodearon la casa incluyendo su gran avenida de entrada fueron diseñados por el arquitecto paisajista francés Jean-Claude Nicolas Forestier, que había diseñado en la misma época el paisajismo de la montaña de Montjuïc para la Exposición Universal de Barcelona de 1929 y el Parque de María Luisa en Sevilla para la Exposición Iberoamericana de Sevilla (1929).
Los últimos años fue habitada por la familia Ferrer-Benítez hasta la muerte de Roser Ferrer Benitez. El anterior propietario la apostó en una timba de cartas, su hijo la volvió a comprar para venderla a los actuales titulares.

## Vandalismo
Actualmente es objeto de actos vandálicos debido al abandono del mantenimiento por parte de sus propietarios, además la parte opuesta a la facha que da la bienvenida a los invitados fue quemada en el incendio que se declaró en los bosques cercanos en el año 2005, en la actualidad aún se pueden ver dichos efectos ya que no ha sufrido ninguna restauración después de dicho accidente.